# Heyersdorf
Heyersdorf település Németországban, azon belül Türingiában. Lakosainak száma 108 fő (2023. december 31.).

## Népesség
A település népességének változása:
| Lakosok száma | 123  | 123  | 107  | 105  | 108  |
|               | 2017 | 2019 | 2021 | 2022 | 2023 |